# Salvatore Calvanese
Salvatore Calvanese, conosciuto comunemente come "Todo" e chiamato in Argentina Salvador "Toto" (Buenos Aires, 17 agosto 1934 – Buenos Aires, 5 novembre 2019), è stato un calciatore e allenatore di calcio argentino, di ruolo attaccante.
Alto 172 cm per 71 kg di peso forma, ha disputato sette stagioni in patria, in Primera División, segnando un totale di 35 reti, e ha vinto l'unica edizione della Copa Suecia. In Italia ha giocato per sette stagioni in Serie A, con Genoa, Catania e Atalanta, vincendo una Coppa Italia.
È il quarto miglior marcatore del Catania in Serie A con 24 reti, al pari di Gionatha Spinesi. Fu definito un «artista della pelota» e Luigi Prestinenza, giornalista catanese autore di un libro sulla storia della squadra della sua città, lo ha definito «l'uomo di maggior classe schierato dal Catania di tutti i tempi» in attacco.
Con la società siciliana ha iniziato anche ad allenare, prima la Primavera e poi la prima squadra; tuttavia in Italia non si è affermato in questo ruolo e, infatti, la sua esperienza più importante e duratura è stata con il settore giovanile del Vélez Sarsfield. Con la società di Liniers è riuscito ad avviare al professionismo molti calciatori, alcuni dei quali giunti anche nei campionati europei.

## Biografia
(Giorgio Michelotti)

Calvanese con la maglia dell'Atalanta

Nacque e crebbe a Buenos Aires da genitori italiani emigrati. Il padre, Giovanni, arrivò povero in Sud America ma lavorò nelle condutture d'acqua, fece fortuna ed ebbe in totale cinque figli. Salvador a 23 anni si sposò e rimase in Argentina fino a 25, quando si trasferì oltre oceano chiamato dal Genoa, in quanto oriundo. Si stabilì in Italia per circa quindici anni e visse prevalentemente a Catania, città a cui rimase fortemente legato a livello affettivo e dove aprì un negozio di articoli sportivi. In Sicilia rimase anche dopo il ritiro, malgrado inizialmente intendesse tornare in Argentina.
Ebbe tre figli dalla moglie Silvia: Giorgio, nato a Catania; Adriana, che giocò a calcio come ala destra  nel CCF Catania, squadra di Interregionale, disputando qualche partita; e Daniele. Fu grande amico di Adelmo Prenna, che lo aiutò a trovar casa in Sicilia e a cui rimase legato per tutta la vita.
Aveva una personalità focosa e irruente, pur rimanendo umile. Dopo il periodo a Siracusa, rimase tanto deluso dalle sue vicissitudini calcistiche che decise di tornare in patria, dove effettivamente si trasferì alla fine dell'estate 1974. Si stabilì quindi a Buenos Aires, dove inizialmente non riprese con il calcio, decidendo di lavorare con i fratelli nell'allevamento dei vitelli. Successivamente al suo ingresso nel Vélez, continuò a lavorare al di fuori dello sport come direttore in un cantiere in un quartiere popolare della capitale argentina.
Visitò nuovamente Catania nell'aprile 1991, per partecipare a una gara tra vecchie glorie nell'ambito di una raccolta fondi per un'associazione di ricerca contro il cancro; segnò anche una rete.

## Caratteristiche tecniche

### Giocatore
Era un centravanti (adattabile anche all'ala sinistra o come mezzala) guizzante, di manovra, ma non molto prolifico e senza scatto in velocità. Espresse al meglio le sue qualità nell'esperienza al Catania, dove lasciò un segno importante nella storia del club: è il quarto miglior marcatore in Serie A con 24 reti, al pari di Spinesi. La stampa locale lo apprezzava particolarmente e in particolare Carmelo Gennaro e Luigi Prestinenza, autori del volume storico "Dal fondo al traversone", lo definirono   rispettivamente un «artista della pelota» e «l'uomo di maggior classe schierato dal Catania di tutti i tempi» in attacco.
Gli si riconoscevano abilità tecniche e bravura nei passaggi e nell'organizzazione del gioco, così come potenza nello sfondamento della difesa avversaria. Non si trovava bene sui terreni pesanti e aveva bisogno di un compagno di reparto con cui dialogare. Era conosciuto anche per la sua intelligenza in campo. Era alto 172 centimetri per 71 chilogrammi di peso forma.

### Allenatore
La sua prima esperienza fu con le giovanili del Catania: il gioco della formazione Primavera era pratico, con inventiva e spunti tecnici, basato sui passaggi di prima e smarcamenti improvvisi. Al momento di prendere in carico i titolari della società siciliana, Calvanese dichiarò di prediligere il gioco veloce, indicando questa qualità come componente essenziale del bel gioco d'attacco. Si ispirava ad Adolfo Mogilevsky, suo allenatore ai tempi del Ferro Carril, che vedeva come un uomo a tutto tondo; pertanto, disse che un allenatore doveva essere come «lo stregone».
A Siracusa, potendo contare solo su una punta di ruolo, improntò una squadra basata sul movimento incessante e la manovra fluida. Sulle sue qualità come allenatore, Roberto Sanagua ha dichiarato che «non ci fu un altro uguale a Toto Calvanese. Mi insegnò cose che avrei utilizzato io come allenatore fino ad oggi, si continuano a usare concetti che mi ha trasmesso. Ciò significa che era un precursore nell'insegnamento del calcio».

Salvador Calvanese con la maglia del Genoa

## Carriera

### Giocatore

#### In Argentina
Si formò calcisticamente nel Ferro Carril Oeste, club che militava nella massima divisione argentina. Lasciò il club verdebianco nel 1957 per approdare all'Atlanta. Con Los Bohemios rimase un biennio e fece parte della squadra che nel 1960 avrebbe vinto la Copa Suecia, rendendosi protagonista di cinque reti nelle dieci gare disputate tra il 1958 e il 1959; notevole fu la tripletta segnata all'Independiente il 27 aprile 1958. Calvanese timbrò due reti nelle due partite più importanti del campionato 1958, nei 3-0 contro il San Lorenzo e River Plate. Con il club di Buenos Aires si concluse l'esperienza argentina di Calvanese da calciatore, poiché nel 1959 fu acquistato dal Genoa.

#### Al Genoa e al Catania
Giunto in Italia, per il suo acquisto fu ceduto Roberto Leopardi. Esordì in Serie A nel 1959-60 con i grifoni il 20 settembre 1959 nella sconfitta per 1-0 contro la Roma e fu impiegato prevalentemente come mezzala (o anche nel suo ruolo naturale, centravanti); tuttavia non trovò mai l'intesa con Julio Abbadie e non rese quanto ci si aspettava da lui, chiudendo la stagione senza reti in campionato. Si sparsero anche voci di referti medici contro di lui per non farlo giocare in quanto il suo cartellino era di proprietà del presidente Fausto Gadolla, destinato ad essere sostituito. In ogni caso, fu un innesto fallimentare e le sue uniche reti valsero il terzo posto nella Coppa Italia 1958-1959. Addirittura si racconta di uno striscione a lui rivolto, comparso in una curva dello stadio Marassi: «Gaúcho, torna nelle Pampas!».
L'avventura in rossoblu terminò nell'estate 1960 con il passaggio al Catania; si disse che fu così svalutato da essere ceduto «per un piatto di lenticchie», cioè circa 15 milioni di lire. Il trasferimento maturò grazie all'incontro tra Giulio Cappelli (inviato dal dirigente etneo Michele Giuffrida) e Antonio Busini (ds dei genoani). Arrivò in prova fino a dicembre, presentato dal commissario unico Ignazio Marcoccio come un ripiego, e non convinse nemmeno nel precampionato. Riuscì a far cambiare idea a dirigenza e tifoseria con un alto rendimento in campionato, in cui segnò nove reti. La prima fu un tiro al volo dopo un cross segnato contro il Vicenza e fu il gol che Calvanese stesso ricordò come il suo più bello. Fu suo il gol dello 0-1 in casa dell'Udinese che valse la seconda delle tre vittorie fuori casa nel girone d'andata, al termine del quale la formazione rossazzurra era a ridosso delle prime in classifica, prima di un fisiologico calo nella fase calante del torneo.

Il gol di Calvanese nella partita Catania - Inter del 4 giugno 1961

Un'altra di queste marcature fu realizzata contro l'Inter. Calvanese fu infatti tra i protagonisti di un incontro rimasto nell'immaginario calcistico italiano, nel quale segnò il primo gol in Catania-Inter 2-0 del 4 giugno 1961, quando si ritiene che il radiocronista Sandro Ciotti abbia gridato in radio il celeberrimo «Clamoroso al Cibali!». Per festeggiare, andò a palleggiare davanti alla panchina interista dopo il primo gol e si racconta inoltre di un suo torello insieme a Biagini e Ferretti a discapito di Facchetti.
Lo richiese dunque la Fiorentina, ma la dirigenza etnea lo trattenne e lui stesso si prodigò (invano) per cercare un partner d'attacco in patria. Giocò la prima partita di campionato, dopo aver avuto problemi di salute, proprio contro i viola alla settima giornata: segnò il terzo gol dopo che negli spogliatoi Prenna gli ebbe dato due schiaffi. In primavera, si trasferì per un prestito provvisorio alla Juventus per disputare la Mitropa Cup. La sua annata al Catania fu meno brillante della prima, tant'è che finì con alcuni compagni in mezzo a una querelle estiva sull'entità dei rinnovi contrattuali.

#### Il passaggio all'Atalanta
La stagione 1962-1963 iniziò comunque nel migliore dei modi e Calvanese dopo due giornate era capocannoniere con tre reti ; dichiarò anche di essere disposto a rinunciare a un mese di stipendio se avesse segnato all'Inter. Non ci riuscì, e in seguito, a novembre del 1962, fu acquistato dall'Atalanta per 70 milioni di lire (anche se lo stesso Calvanese, anni dopo, affermò che furono pagati 115 milioni). Fu un trasferimento voluto dalla società, che aveva bisogno di far cassa, e che il giocatore accettò a malincuore. Con la formazione bergamasca disputò 37 partite nella massima serie nelle quali, grazie al suo fare da sponda ai compagni, permise l'affermazione di Dino da Costa e l'esplosione del giovane Angelo Domenghini. In neroazzurro vinse la Coppa Italia 1962-1963, primo trofeo della società, e giocò anche in Coppa delle Alpi: segnò una doppietta contro il Bienne e un gol contro il Servette, per poi scendere in campo per la finale persa contro la Juventus. Quando arrivò il momento di tornare allo stadio Cibali da ex, tuttavia, chiese al suo allenatore di non essere schierato perché psicologicamente sarebbe stato difficile giocare contro gli ex compagni di squadra e la sua ex tifoseria. Tra gennaio e febbraio 1963, attraversò un pessimo stato di forma che lo spinse addirittura a dichiarare alla stampa di volersi ritirare.
L'anno successivo con i bergamaschi disputò la Coppa delle Coppe 1963-1964; nell'incontro di ritorno del primo turno contro lo Sporting Lisbona finì in porta per sostituire l'infortunato portiere neroazzurro Pier Luigi Pizzaballa, poiché all'epoca non erano previste sostituzioni. L'incontro si concluse con la sconfitta della Dea per 3-1. In totale, disputò tre partite segnando una rete in Coppa. Complessivamente, l'esperienza non fu all'altezza delle aspettative e dei soldi spesi per l'Atalanta; Calvanese inoltre non si integrò mai completamente nell'ambiente bergamasco, a suo dire troppo formale e distante da quello di Catania e pertanto spinse per poter ritornare in Sicilia quanto prima.

#### Gli ultimi anni a Catania
(Salvador Calvanese il 7 marzo 1965, dopo Catania-Roma 4-0)
Dopo il tentativo di riportarlo al Catania per la Coppa dell'Amicizia 1963, nel 1964 Calvanese tornò in Sicilia. Giocò spesso adattato all'ala dal suo allenatore, Carmelo Di Bella, e fu protagonista nelle vittorie per 4-0 contro Roma e Bologna. Il Catania lo difese presentando un reclamo quando fu squalificato per due giornate dopo la partita d'andata contro la Roma, in cui fu autore di un fallo di reazione.
A quest'ottima stagione, ne seguì una molto meno esaltante; le premesse erano buone, lo stesso Calvanese pronosticava una squadra da decimo posto finale. Ma nel 1965-1966 Calvanese segnò solo una rete, nella vittoria per 2-1 contro il Cagliari e la squadra retrocesse in Serie B. Rientrò in squadra dopo la quinta giornata del campionato 1966-1967 solo perché glielo chiese l'allenatore Dino Ballacci, per aiutarla a riprendere quota in classifica. Rimase tuttavia ai margini della formazione titolare e decise comunque di rimanere, malgrado un'offerta ricevuta dal campionato statunitense. A fine anno chiuse la sua carriera da giocatore.
Continuò poi a partecipare a manifestazioni benefiche, come scendendo in campo per la Coppa Ogninese del 1971 e per le partite delle "Vecchie Glorie" nel 1972 e nel 1991.

Todo Calvanese nel periodo in cui si occupò della prima squadra del Catania

### Allenatore
Dopo il ritiro diventò allenatore: dal 1968-1969 guidò la Primavera del Catania, con Renato Zaccarelli e Guido Biondi in squadra; fu anche vice in Serie A. Nel 1971-1972 fu scelto come tecnico per la prima squadra; tuttavia, Calvanese possedeva solo il patentino di allenatore di seconda categoria, non sufficiente per la Serie B, e dovette seguire le prime partite del campionato dal sottopassaggio per gli spogliatoi e non dalla panchina. Questa situazione creò una forte tensione con il presidente Angelo Massimino, che il 15 ottobre 1971, alle due di notte, ingaggiò con una decisione singolare Carmelo Di Bella al suo posto. Calvanese concluse così con sole quattro partite dirette in panchina (in Coppa Italia, una vittoria, un pareggio e due sconfitte) e tre partite di campionato in cui al suo posto andò con la squadra Luigi Valsecchi, ufficialmente primo allenatore (una vittoria, un pareggio e una sconfitta). A posteriori, il suo allontanamento fu visto come un tradimento nei suoi confronti.
(Salvador Calvanese)
Dopo essere stato in trattative con il Paternò e la Leonzio, l'anno successivo andò al Siracusa; subentrò alla quarta giornata a Humberto Rosa, il 4 ottobre, risolvendo una difficile crisi tecnica. Esordì dopo tre sconfitte iniziali di fila con Rosa in panchina, e guidò gli azzurri ad un nono posto nel campionato di Serie C, chiudendo con 15 vittorie. La stagione fu però un continuo sali-scendi, segnata da sei sconfitte di fila nella parte centrale del torneo che fecero sprofondare la squadra in zona retrocessione. Complessivamente, però, l'esperienza fu giudicata positiva dalla dirigenza, che decise di dare continuità al lavoro intrapreso dall'allenatore argentino confermandolo.
Nel ritiro precampionato, la squadra impressionò positivamente per il suo gioco, anche se Calvanese la presentò alla stampa con prudenza. Iniziò poi il campionato con nove risultati utili di fila (due vittorie e sette pareggi); la squadra era compatta e su di morale. Infine però la situazione precipitò, dopo due sconfitte di fila la crisi si consumò dopo l'11ª giornata. Il tecnico presentò le sue dimissioni irrevocabili, dopo aver rischiato di venire alle mani con un giocatore e aver capito che la squadra gli era sfuggita di mano. Fu poi sostituito da Gennaro Rambone.
Lo stesso Calvanese definì "amare" le due esperienze di allenamento. Furono condizionate dal suo parlar chiaro, dall'ipocrisia altrui e anche dalla politica sportiva.
(Héctor Almandoz)
Successivamente al suo rientro in patria, allenò dal 1982 alla morte le giovanili del Vélez Sarsfield, svezzando giocatori poi divenuti famosi come Lucas Castromán. Già nel 1993, nove dei suoi giovani erano passati in prima squadra. Lui stesso allenò la formazione maggiore come traghettatore, per una partita nella stagione 2000-2001.

## Statistiche

### Presenze e reti nei club
| Stagione                  | Squadra                   | Campionato                | Campionato | Campionato | Coppe nazionali | Coppe nazionali | Coppe nazionali | Coppe continentali | Coppe continentali | Coppe continentali | Totale | Totale |
| Stagione                  | Squadra                   | Comp                      | Pres       | Reti       | Comp            | Pres            | Reti            | Comp               | Pres               | Reti               | Pres   | Reti   |
| ------------------------- | ------------------------- | ------------------------- | ---------- | ---------- | --------------- | --------------- | --------------- | ------------------ | ------------------ | ------------------ | ------ | ------ |
| 1953                      | Ferro Carril Oeste        | PD                        | ?          | 0          | -               | -               | -               | -                  | -                  | -                  | ?      | 0      |
| 1954                      | Ferro Carril Oeste        | PD                        | ?          | 0          | -               | -               | -               | -                  | -                  | -                  | ?      | 0      |
| 1955                      | Ferro Carril Oeste        | PD                        | ?          | 2          | -               | -               | -               | -                  | -                  | -                  | ?      | 2      |
| 1956                      | Ferro Carril Oeste        | PD                        | ?          | 9          | -               | -               | -               | -                  | -                  | -                  | ?      | 9      |
| 1957                      | Ferro Carril Oeste        | PD                        | ?          | 6          | -               | -               | -               | -                  | -                  | -                  | ?      | 6      |
| Totale Ferro Carril Oeste | Totale Ferro Carril Oeste | Totale Ferro Carril Oeste | 59         | 17         |                 | -               | -               |                    | -                  | -                  | 59     | 17     |
| 1958                      | Atlanta                   | PD                        | ?          | 14         | CS              | 10              | 5               | -                  | -                  | -                  | 10+    | 19     |
| 1959                      | Atlanta                   | PD                        | ?          | 4          | -               | -               | -               | -                  | -                  | -                  | ?      | 4      |
| Totale Atlanta            | Totale Atlanta            | Totale Atlanta            | 41         | 18         |                 | 10              | 5               |                    | -                  | -                  | 51     | 23     |
| 1959-1960                 | Genoa                     | A                         | 15         | 0          | CI+CI           | 1+1             | 2+0             | -                  | -                  | -                  | 17     | 2      |
| 1960-1961                 | Catania                   | A                         | 32         | 9          | CI              | 1               | 0               | -                  | -                  | -                  | 33     | 9      |
| 1961-1962                 | Catania                   | A                         | 25         | 4          | CI              | 0               | 0               | CdA                | 1                  | 1                  | 26     | 5      |
| mag.-giu. '62             | Juventus                  | A                         | -          | -          | CI              | -               | -               | CM                 | 4                  | 0                  | 4      | 0      |
| 1962-ott. '62             | Catania                   | A                         | 3          | 3          | CI              | 1               | 0               | -                  | -                  | -                  | 4      | 3      |
| ott. '62-1963             | Atalanta                  | A                         | 13         | 4          | CI              | 3               | 1               | CdA                | 4                  | 3                  | 20     | 8      |
| 1963-1964                 | Atalanta                  | A                         | 24         | 4          | CI              | 0               | 0               | CdC                | 3                  | 1                  | 27     | 5      |
| Totale Atalanta           | Totale Atalanta           | Totale Atalanta           | 37         | 8          |                 | 3               | 1               |                    | 7                  | 4                  | 47     | 13     |
| 1964-1965                 | Catania                   | A                         | 30         | 7          | CI              | 1               | 1               | -                  | -                  | -                  | 31     | 8      |
| 1965-1966                 | Catania                   | A                         | 17         | 1          | CI              | 1               | 0               | CdA                | 4                  | 0                  | 22     | 1      |
| 1966-1967                 | Catania                   | B                         | 16         | 3          | CI              | 0               | 0               | -                  | -                  | -                  | 16     | 3      |
| Totale Catania            | Totale Catania            | Totale Catania            | 123        | 27         |                 | 4               | 1               |                    | 5                  | 1                  | 132    | 29     |
| Totale carriera           | Totale carriera           | Totale carriera           | 275        | 70         |                 | 19              | 9               |                    | 15                 | 5                  | 309    | 84     |

### Statistiche da allenatore
| Stagione  | Squadra         | Campionato | Piazzamento | Andamento | Andamento | Andamento | Andamento | Andamento  |
| Stagione  | Squadra         | Campionato | Piazzamento | Giocate   | Vittorie  | Pareggi   | Sconfitte | % vittorie |
| --------- | --------------- | ---------- | ----------- | --------- | --------- | --------- | --------- | ---------- |
| 1972-1973 | Siracusa        | C          | Sub., 9º    | 36        | 15        | 8         | 13        | 41,67      |
| 1973-1974 | Siracusa        | C          | Sost.       | 11        | 2         | 7         | 2         | 18,18      |
| 2000-2001 | Vélez Sarsfield | PD         | Sub., sost. | 1         | 0         | 0         | 1         | &0,00      |
| Totale    | Totale          | Totale     | Totale      | 48        | 17        | 15        | 16        | 35,42      |

## Palmarès

La formazione dell'Atalanta che vinse la Coppa Italia 1963. Il terzo accosciato da sinistra è Calvanese

### Giocatore

#### Club

##### Competizioni nazionali
- Copa Suecia: 1

Atlanta: 1958-1960
- Coppa Italia: 1

Atalanta: 1962-1963